# 铜匠浴室
铜匠浴室（阿拉伯语：‎）是叙利亚阿勒颇最大、最古老的土耳其浴室之一，位于古城区的麦地那集市内，在倭马亚大清真寺以南。它始建于12世纪，目前建筑为奥斯曼帝国时期遗物。